# کش، شهرستان فرمانا
کش (به انگلیسی: Kesh) یک روستا در بریتانیا است. کش ۹۷۲ نفر جمعیت دارد.